# ФК Спортинг (Лисабон)
„Спортинг Клубе де Португал“ (на португалски: Sporting Clube de Portugal) е португалски спортен клуб от столицата гр. Лисабон. В страната си често е наричан само с името си „Спортинг“, но извън Португалия е по-известен като Спортинг Лисабон.

## Организация
Това е клуб с най-голям брой спечелени медали на олимпийски състезания от неговите спортисти, който е сред най-забележителните на европейско ниво по отношение на броя на спечелените трофеи във всеки спорт (на втора позиция, веднага след „Барселона“). В него се развиват спортове като стрелба с лък, лека атлетика, билярд, бокс, шах, карате, спортна гимнастика, футзал, хандбал, спортна стрелба, плувни спортове, тенис на маса, таекуондо и вдигане на тежести.

## Футбол
Клубът е особено прочут със своя футболен отбор. С повече от 100 000 регистрирани членове на клуба той е сред най-успешните и популярни спортни клубове в Португалия. Заедно с „Бенфика“ и „Порто“ „Спортинг“ е сред „Трите големи“ спортни клубове в Португалия. Прочут е още със своята футболна школа, спомогнала за създаването на някои от най-добрите португалски играчи, като Луиш Фиго, Луиш Нани, Кристиано Роналдо и Рикардо Куарежма.

## Стадион
Стадион „Жозе Алваладе“ е построен за Европейското първенство по футбол през 2004 г. Той е проектиран от Томаш Тавейра и е сред 5-звездните стадиони на УЕФА, което дава възможност да бъде домакин на финални срещи от европейските клубни турнири.
Първоначално се планира да е с вместимост само 40 000 зрители, но впоследствие е построен с капацитет от 52 000 души. Неговото официалното откриване е на 6 август 2003 г.със среща между Спортинг и Манчестър Юнайтед в която домакините печелят с 3-1. Следват домакинство на финала за Купата на УЕФА през 2005 г. между „Спортинг“ и ЦСКА Москва, в който „московчани“ печелят с 3-1.
Стадиона също приема мачове от Евро 2004. На него бяха изиграни пет срещи, една от които е 1/2 финала между Португалия и Холандия, в която домакините побеждават с 2-1.

## Успехи

### Национални
- Лига Сагреш/ Примейра лига
  -  Шампион (21): 1940/41, 1943/44, 1946/47, 1947/48, 1948/49, 1950/51, 1951/52, 1952/53, 1953/54, 1957/58, 1961/62, 1965/66, 1969/70, 1973/74, 1979/80, 1981/82, 1999/00, 2001/02, 2020/21, 2023/24, 2024/25
  -  Вицешампион (25): 1921/22, 1924/25, 1927/28, 1932/33, 1934/35, 1938/39, 1939/40, 1941/42, 1942/43, 1944/45, 1949/50, 1959/60, 1960/61, 1967/68, 1970/71, 1976/77, 1984/85, 1994/95, 2005/06, 2006/07, 2007/08, 2008/09, 2013/14, 2015/16, 2021/22
  -  Бронзов медал (28): 1935/36, 1936/37, 1937/38, 1945/46, 1954/55, 1962/63, 1963/64, 1971/72, 1974/75, 1977/78, 1978/79, 1980/81, 1982/83, 1983/84, 1985/86, 1989/90, 1990/91, 1992/93, 1993/94, 1996/97, 2002/03, 2003/04, 2004/05, 2010/11, 2014/15, 2016/2017, 2017/18, 2018/19
- Купа на Португалия:
  -  Носител (17): 1940/41, 1944/45, 1945/46, 1947/48, 1953/54, 1962/63, 1970/71, 1972/73, 1973/74, 1977/78, 1981/82, 1994/95, 2001/02, 2006/07, 2007/08, 2014/15, 2018/19, 2024/25
  -  Финалист (15): 1934/35, 1936/37, 1951/52, 1954/55, 1959/60, 1969/70, 1971/72, 1978/79, 1986/87, 1993/94, 1995/96, 1999/00, 2011/12, 2017/18, 2023/24
- Суперкупа на Португалия:
  -  Носител (9): 1944, 1982, 1987, 1995, 2000, 2002, 2007, 2015, 2021
  -  Финалист (3): 1980, 2019, 2024
- Купа на Португалската лига:
  -  Носител (4): 2017/18, 2018/19, 2020/21, 2021/22
  -  Финалист (4): 2007/08, 2008/09, 2022/23, 2024/25
- Държавно първенство в Португалия (1921-1938):
  -  Шампион (4): 1922/23, 1933/34, 1935/36, 1937/38

### Регионални
- Шампионат на Лисабон
  -  Шампион (18): (рекорд) 1914/15, 1918/19, 1921/22, 1922/23, 1924/25, 1927/28, 1930/31, 1933/34, 1934/35, 1935/36, 1936/37, 1937/38, 1938/39, 1940/41, 1941/42, 1942/43, 1944/45, 1946/47.
- Купа на Лисабон:
  -  Носител (32): (рекорд) 1914/15, 1915/16, 1916/17, 1921/22, 1922/23, 1924/25, 1927/28, 1930/31, 1933/34, 1934/35, 1935/36, 1936/37, 1937/38, 1938/39, 1940/41, 1941/42, 1942/43, 1944/45, 1946/47 1947/48, 1948/49, 1949/50, 1961/62, 1963/64, 1965/66, 1970/71, 1984/85, 1990/91, 1991/92, 2012/13, 2013/14, 2014/15

### Международни
- Купа на носителите на купи (КНК):
  -  Носител (1): 1963/64
- Купа на УЕФА:
  -  Финалист (1): 2004/05
- КЕШ:
  - 1/4 Финал (1): 1982/83
- Латинска Купа:
  -  Финалист (1): 1948/49

### Други турнири
- Имперска купа:
  -  Носител (1): 1944
- Torneio Internacional do Guadiana:
  -  Носител (3): 2005, 2006, 2008
- Taça Monumental "O Século":
  -  Носител (2): 1948, 1953
- Trófeu Bodas de Ouro Athletic Bilbao:
  -  Носител (1): 1948
- Трофей Тереса Ерера:
  -  Носител (1): 1961
- Трофей Ибрико Бадахос:
  -  Носител (2): 1967, 1970
- Международен турнир на Лоренсу Маркиш:
  -  Носител (1): 1969
- Купа на град Луанда:
  -  Носител (1): 1969
- Trófeu Montilla Morilles:
  -  Носител (1): 1969
- Турир на град Сан Себастиан:
  -  Носител (2): 1970, 1991
- Международен турнир на Атина:
  -  Носител (1): 1974
- Международен турнир на Каракас:
  -  Носител (1): 1981
- Trófeu Joaquim Agostinho:
  -  Носител (1): 1985
- Турнир на Нюкясъл:
  -  Носител (2): 1992, 2004
- Трофей Рийбок:
  -  Носител (1): 1999
- Иберийска купа:
  -  Носител (1): 2000
- Trófeu Teleweb:
  -  Носител (1): 2000
- Taça Peninsular:
  -  Носител (1): 2000
- Трофей на град Виго:
  -  Носител (1): 2001
- Купа Амизаде:
  -  Носител (1): 2005
- Troféu Colombino:
  -  Носител (1): 2006
- Трофей на Ню Йорк:
  -  Носител (1): 2010
- Трофей Петте цигулки:
  -  Носител (6): 2012, 2013, 2014, 2015, 2016, 2017
- Купа на Кейптаун:
  -  Носител (1): 2015

## Настоящ състав за Сезон 2024 – 2025
| Вратари | Вратари          |
| ------- | ---------------- |
| 1       | Франко Исраел    |
| 13      | Владан Ковачевич |

| Защитници | Защитници        |
| --------- | ---------------- |
| 2         | Матеуш Реиш      |
| 3         | Джери Сейнт Юсте |
| 6         | Зено Дебаст      |
| 22        | Иван Фреснеда    |
| 25        | Гонсало Инасио   |
| 26        | Осман Диоманде   |
| 47        | Рикардо Есгайо   |
| 72        | Едуардо Куарешма |

| Полузащитници | Полузащитници   |
| ------------- | --------------- |
| 5             | Хидемаса Морита |
| 8             | Педро Гонсалвеш |
| 14            | Дарио Есуго     |
| 23            | Даниел Браганса |
| 42            | Мортен Хюлманд  |

| Нападатели | Нападатели        |
| ---------- | ----------------- |
| 9          | Виктор Гьокереш   |
| 10         | Маркъс Едуардс    |
| 11         | Нуно Сантош       |
| 17         | Франсиско Тринкао |
| 21         | Жени Катамо       |

## Известни футболисти
| - Пауло Соуза - Жоао Пинто - Кристиано Роналдо - Рикардо Куарежма - Кристиано Роналдо - Пауло Футре - Луиш Фиго - Нани - Габриел Хайнце | - Мбо Мпенза - Марио Жардел - Фабио Рошенбак - Дерлей - Красимир Балъков - Ивайло Йорданов - Бончо Генчев - Валери Божинов | - Филип де Вилде - Томаш Скухрави - Петер Шмайхел - Франк Рейкаард - Еманюел Амунеке - Анджей Юсковяк - Марат Измайлов - Халид Буларуз |

## Български футболисти
- Ваньо Костов: 1982/85 - (49 мача - 4 гола)
- Бончо Генчев: 1991/92 - (2 мача - 0 гола)
- Красимир Балъков: 1991/95 - (138 мача - 43 гола)
- Ивайло Йорданов: 1991/2001 - (184 мача - 56 гола)
- Валери Божинов: 2011/13 - (8 мача - 2 гола)
- Симеон Славчев: 2014/18 - (0 мача - 0 гола)

## Бивши треньори
- Алфредо Ди Стефано
- Боби Робсън
- Фернандо Сантош
- Карлош Кейрош
- Йозеф Венглош
- Джон Тошак